# Inundación en Santa Fe de 2003
Las inundaciones en Santa Fe de 2003 fueron un suceso meteorológico[cita requerida] ocurrido entre el 29 de abril y el 3 de mayo de ese año que afectaron a esa ciudad y también a localidades aledañas debido a un crecimiento sin precedentes a ese nivel del Río Salado más intensas precipitaciones que venían suscitándose desde unos cinco días antes. Fue una de las catástrofes más importantes del país por su magnitud, ocurrida durante la gobernación de Carlos Reutemann

## Antecedentes
La ciudad de Santa Fe tiene en su entorno dos ríos importantes: el Salado por el oeste y el Paraná por el este. Ambos cauces se unifican justo al sur de la urbe. Debido a esto, tiene un historial extenso donde se cuentan importantes anegamientos en los años 1905, 1915, 1966, 1973, 1983 y 1998. Además, una de las ramificaciones del Paraná genera la laguna Setúbal, que bordea Santa Fe. Por ello, fueron generados distintos sistemas de terraplenes de tierras que actúan como defensa ante las crecientes.
Los primeros estudios sobre la cuenca baja del Salado son del año 1978 y fueron realizados por el actual Instituto Nacional del Agua (INA), que es un organismo que depende del Gobierno nacional. Debido a la importancia de este río y su peligrosidad, se instaló una red para medir niveles y caudales que dejó de funcionar en 1989.[cita requerida]

## Advertencias
Meses previos a la tragedia, diversos medios difundieron noticias referidas a que el río Salado venía aumentando a un ritmo excepcional y que se estaba gestando una crecida extraordinaria:
- El 17 de marzo, el diario La Nación (de Buenos Aires) publicó una nota, desde su corresponsal de Santa Fe, advirtiendo sobre una crecida «excepcional» del Salado.[cita requerida]
- El 18 de marzo, el diputado Juan Domingo Demaría declaró al diario El Litoral (de Santa Fe), que había zonas en la provincia «que están muy mal, como Villa Saralegui, donde hay evacuados, los caminos están cortados y la masa líquida que se desplaza hacia el Salado va a tardar en escurrirse».[cita requerida]
- El 20 de marzo, el diario El Litoral (de Santa Fe) anunció «lluvias y temperaturas por encima de lo normal» en la provincia. Citaba un informe difundido en Buenos Aires por el meteorólogo Norberto García, en el marco del XVIII Foro Regional para el Sudeste Sudamericano. Al encuentro habían concurrido representantes de Santa Fe.[cita requerida]
- El 24 de marzo, un título del diario El Litoral advertía desde la cabeza de página: «La situación hídrica preocupa a entidades de la producción». El que hacía la declaración era el presidente de la Sociedad Rural de la comuna de San Cristóbal, Francisco Mayoraz. El diario advertía sobre «las excesivas precipitaciones que se registraron recientemente en el noroeste de la provincia» y que, como se sabe, bajan hacia el sur.[cita requerida]
- El 25 de abril en la tapa de El Litoral: «La lluvia continúa y los efectos son dramáticos».[cita requerida]
- El 26 de abril en El Litoral: «Inundaciones: califican a la situación de catastrófica». Ya hay 1500 evacuados, según confirmaba el director de Defensa Civil.[cita requerida]
- Título dramático en El Litoral: «El Salado amenaza el oeste y familias de Cabal debieron abandonar sus casas», a pesar de que el tema del día eran las elecciones nacionales a presidente y vicepresidente.[cita requerida]
- El 30 de abril, el diario Página/12 (de Buenos Aires) publicó una nota, en la que decía que desde mediados de marzo el río Salado venía subiendo a un ritmo que ya se consideraba excepcional.[cita requerida]
- La doctora en Ciencias de la Atmósfera e investigadora del CONICET, Inés Camilloni, aseguró que «a fin del año pasado [2002] alertamos sobre el fenómeno y pronosticamos que en este otoño podían producirse lluvias extremas, sobre todo en el Noroeste. Hicimos reuniones con ONG (organizaciones no gubernamentales) y del Gobierno para comentarlo».[cita requerida]

## Catástrofe
Durante cinco días, las lluvias se concentraron en el cauce bajo del río Salado y se acumularon 1400 milímetros. Esto provocó el crecimiento desmedido del cauce. Fue allí en donde las defensas fallaron: había un tramo inconcluso y esto permitió la entrada del agua.
La crecida del río Salado se originó por la ocurrencia de precipitaciones intensas sobre su cuenca baja, ocurridas principalmente entre los días 22 y 24 de abril. Durante esos días un sistema frontal caliente semiestacionario se ubicó en el centro del litoral argentino. Sobre este sistema frontal se formaron núcleos de nubes convectivas, que produjeron lluvias sobre una cuenca ya saturada (producto de precipitaciones ocurridas en los meses previos).
En los días anteriores, se empezaron a registrar algunos anegamientos en el norte de la ciudad. Pero el lunes 28 de abril, el río Salado logró entrar por una brecha del terraplén, a la altura de calle Gorostiaga, donde se ubica el Hipódromo. Las obras de las defensas estaban inconclusas y ese error provocó la tragedia. Por un momento, el río había dejado de avanzar; pero hacia la tarde de esa jornada todavía lluviosa, el cauce volvió a avanzar y se acercó al centro.
El terraplén que comunicaba la ciudad de Santa Fe con la autopista a Rosario tenía un puente de poca longitud como único paso de las aguas. Al limitar el cauce del río por este estrechamiento, se incrementó el nivel del río "aguas arriba" (al norte) de dicho terraplén. Esto era muy notorio porque en el sur de la ciudad las defensas estaban muy lejos de sufrir peligro. De hecho, debido al embalse de aguas dentro de la ciudad se dinamitaron las defensas en el sur para permitir el escurrimiento.
Los terraplenes, que debían servir de defensa, ayudaron a que las aguas se embalsaran sobre la ciudad y no la dejaba escurrir. Es por eso que en los sectores más bajos de la ciudad ―justamente los más pobres― se acumularon hasta 4 metros de altura de agua. Es por eso que se debieron derrumbar siete tramos del terraplén en distintos puntos, con el objetivo de escurrir las aguas.

## Consecuencias en la población

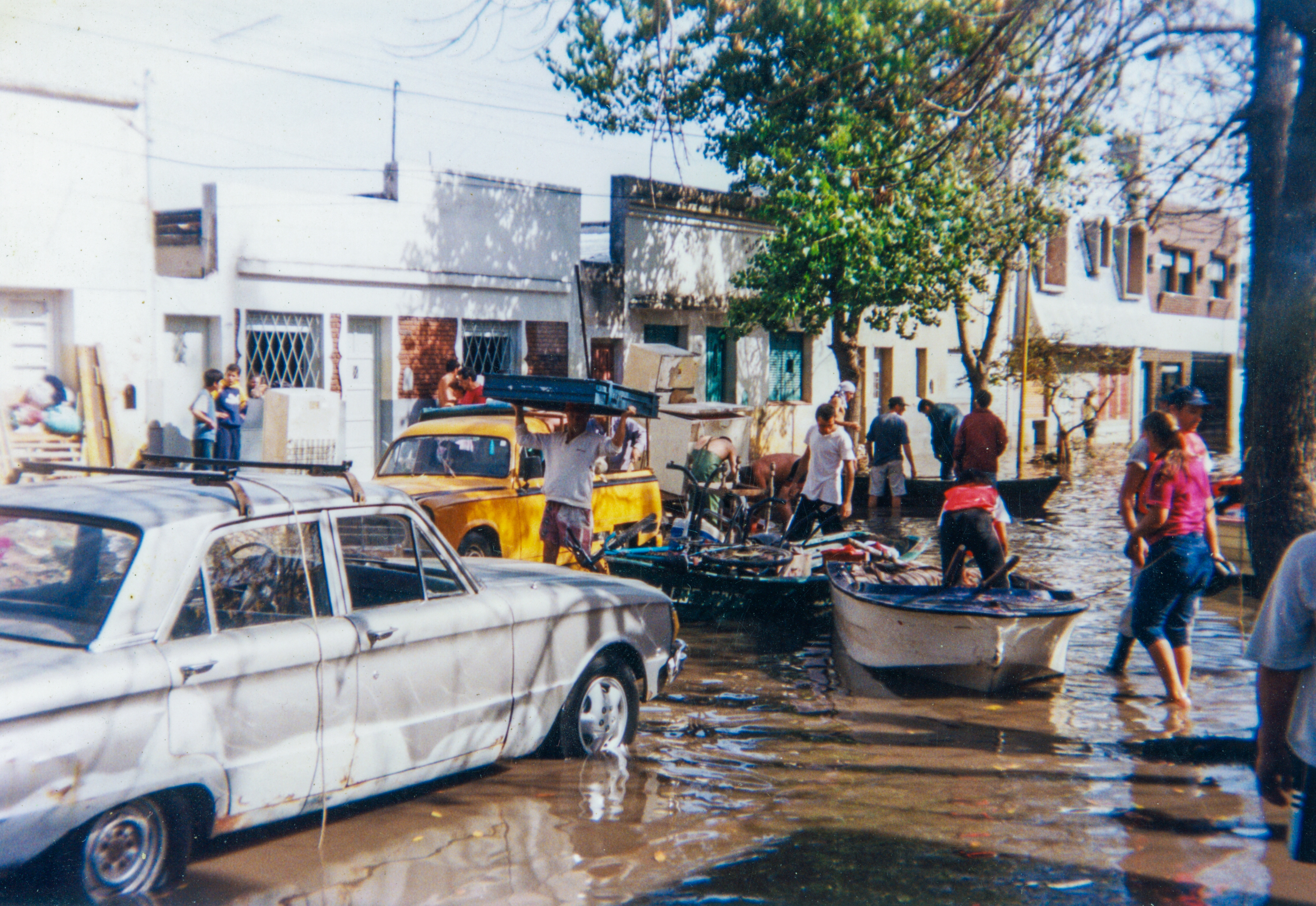
La inundación de 2003 en el barrio San Lorenzo de Santa Fe.

El 8 de mayo de 2003, el gobernador de ese entonces, Carlos Reutemann, cerró la lista de víctimas fatales en 23, considerando que fueron muertes directas por la inundación. Pero organizaciones no gubernamentales y familiares elevan la cifra a 160 muertos, ya que se contabilizan aquellos que fallecieron como consecuencias físicas y psicológicas producidas por la tragedia.
El Ministerio de Salud provincial informó que en Santa Fe, Recreo y Monte Vera, había 475 centros de evacuados, que alojaban a 62 500 personas en total. A su vez, la Asociación Trabajadores del Estado (ATE) daba cuenta de que en la ciudad capital había 53 312 autoevacuados, pero que los afectados sumaban más de 130 000 ―un tercio del total de población que en ese momento tenía la ciudad―. El caos era tal que una semana después todavía había 1753 personas desaparecidas.
El ministro de Gobierno Carlos Carranza, aseguró que «67 personas están desaparecidas con denuncia policial y judicial en el ámbito de la ciudad y de Santo Tomé.
Se contabilizaron también 28 000 viviendas afectadas, 5000 establecimientos agropecuarios fuera de servicio, 2 millones de hectáreas afectadas en zona rural y 1500 millones de USD (dólares estadounidenses) para reconstruir la infraestructura de la ciudad, las viviendas y las pérdidas agropecuarias.
La inundación también impactó sobre la salud de la población y puso a la ciudad de Santa Fe en una situación sanitaria crítica, llegando a ser la más grave de su historia.
Después del pico de la creciente el agua fue descendiendo, dejando al descubierto enormes cantidades de basura. El agua contaminada y los animales muertos o enfermos fueron foco de infección permanente y el hacinamiento y la falta de higiene fue factor para aumentar los contagios.
En los siguientes meses hubo casos de sarna, micosis, pediculosis, diarreas, cuadros respiratorios agudos, hepatitis, leptospirosis (una enfermedad que no es mortal, pero se informaron casos de fallecimientos por esta)[cita requerida] y hasta varicela. Muchas personas padecieron presión alta y crisis nerviosas. También hubo una gran cantidad de brotes psicóticos y de personas adictas a narcóticos con síndrome de abstinencia.
En los años posteriores surgieron más de cinco barrios nuevos y también se concluyó con el terraplén para evitar que el río ingresara nuevamente. El gobierno provincial invirtió en los siguientes 10 años, cerca de 500 millones de ARS (pesos) en obras y subsidios.

## Consecuencias políticas

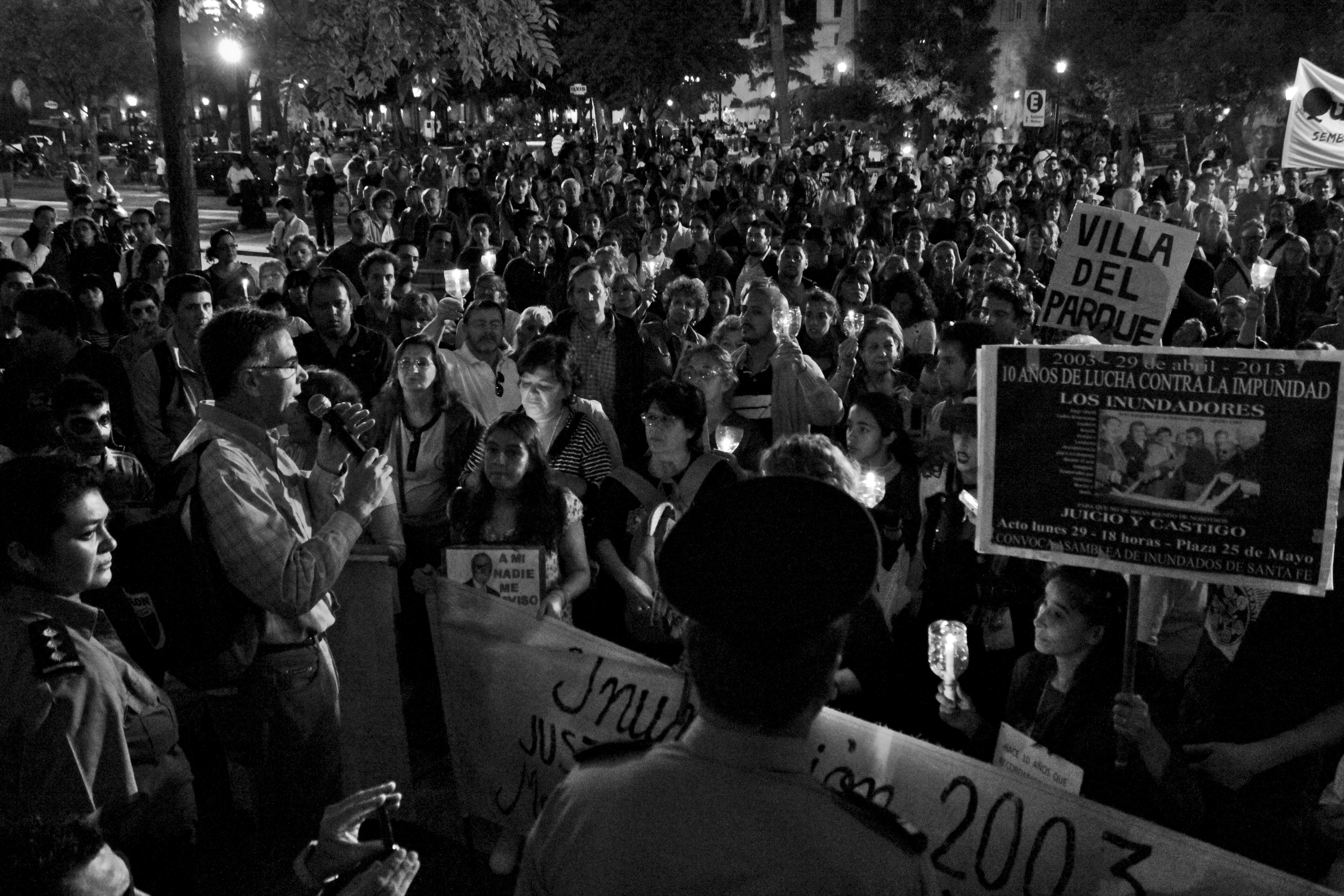
Discursos de damnificados por el "Crimen hídrico del 2003", pidiendo justicia frente al palacio de Tribunales de Santa Fe

Organizaciones de damnificados por las inundaciones acusaron al entonces gobernador Carlos Reutemann por su responsabilidad en las consecuencias y por la obra inconclusa además de no haber dado la orden de evacuación. "Es una causa penal que tuvo demasiada impunidad y demasiado escándalo". Hubo tres procesados: el intendente Marcelo Álvarez; el ex secretario de Asuntos Hídricos Eduardo Fratti, y Edgardo Berli que era ministro de Obras Públicas. Pero esto sigue porque la instrucción se cierra cuando prescribe la causa", señaló.
En 2015, tras una conferencia con sus aliados políticos Mauricio Macri y Miguel del Sel; manifestantes lo increparon al grito de "inundador" y "asesino", "los muertos te condenan, Reutemann", "130.000 inundados".
En 2013 el juez Urdiales aceptó citar a Reutemann, como pidieron los querellantes Jorge Castro y Milagros Demiryi.
En 2021, se oficializó el "Día de la Memoria y la Solidaridad de la Inundación de Santa Fe y alrededores". Se trata de una iniciativa que la organización social La Poderosa acercó al bloque de Ciudad Futura en la Cámara de Diputados de la provincia de Santa Fe y que fue ingresado por la diputada Dámaris Pachiotti. La legisladora, presentó el proyecto de que incluye una efeméride y la dimensión educativa de la memoria para que los hechos del 2003 no vuelvan a repetirse.
A través de la publicación de la ley N° 14.037 en el Boletín Oficial del miércoles 7 de julio de 2021, el Ejecutivo provincial oficializó el "Día de la Memoria y la Solidaridad de la Inundación de Santa Fe y alrededores" para conmemorar cada año la catástrofe hídrica que se produjo el 29 de abril de 2003 y que arrasó con un tercio de la ciudad capital.
Además, el Poder Ejecutivo incluirá a través del Ministerio de Educación el 29 de abril dentro del calendario escolar de los distintos niveles del sistema educativo provincial, con el objetivo de promover la difusión y toma de conciencia con respecto a la importancia de la construcción de memoria sobre los hechos ocurridos en el año 2003 en la ciudad de Santa Fe. De igual forma, indica que ese día en la capital provincial se realizará una jornada de limpieza, cuidado y preservación de los anillos de defensa.